# Frälsningsarméns höga råd
Höga rådet består av alla Frälsningsarméns kommendörer i aktiv tjänst och alla övriga territoriella ledare. Höga rådet samlas bl.a. för att utse Frälsningsarméns general. 
21 januari 2006 samlades Höga rådet på Sunbury Court utanför London för att utse efterträdaren till John Larsson som skulle pensioneras 1 april.
De 5 kandidater som i januari 2006 var aktuella till uppdraget var:
- Kommendör Carl Lydholm, territoriell ledare för Norge, Island och Färöarna.
- Kommendör Hasse Kjellgren, territoriell ledare för Sverige och Lettland.
- Kommendör M. Christine MacMillan, territoriell ledare för Kanada och Bermuda,
- Kommendör Shaw Clifton, territoriell ledare för Storbritannien och Irland.
- Kommendör Israel L Gaither, stabschef vid Frälsningsarméns internationella högkvarter i London

Den 28 januari meddelades att Kommendör Shaw Clifton blivit utsedd att efterträda John Larsson som general då han går i pension.